# Коллекционирование пробок
Коллекциони́рование про́бок или кэпсофили́я может быть одним из направлений бирофилии, если коллекционер ставит себе задачу сбора пробок от пива. Но многие коллекционеры пробок не являются бирофилами в чистом виде, так как собирают пробки от разных напитков. Есть даже те, кто вообще не собирает пробки от алкогольных напитков, в том числе и пива. Хотя самый распространённый в мире тип кэпсофилии — коллекционирование металлических кроненпробок от стеклянных бутылок, сейчас увеличивается количество коллекционеров пластмассовых пробок от пластиковых бутылок (ПЭТ-пробка). Также существуют коллекционеры фарфоровых (бугельных) пробок и фарфоровых винных пробок, коллекционеры пробок именно из пробки, то есть пробкового дерева, коллекционеры винтовых металлических пробок от стеклянных бутылок (так называемых «винтов»), коллекционеры плакеток от шампанского и других игристых вин, коллекционеры пробок из тонкой фольги из разного металла (капсюли, «язычки» до революции, «бескозырки» — во второй половине XX века), коллекционеры «пробок с кольцом» (Ring Crown). Можно сказать, что существует коллекционирование любых видов пробок от бутылок, и сейчас каждый из подвидов этого коллекционирования ищет своё название, так что понимание кэпсофилии как коллекционирования пробок вообще постепенно устаревает, и речь ниже пойдет только о коллекционировании кронен-пробок.

## Особенности коллекционирования
Каждый коллекционер решает для себя, по каким конкретно критериям строить собственную коллекцию. Многие собирают исключительно пивные пробки, другие ограничиваются территорией выпуска напитка (например — только странами бывшего СССР), третьи собирают различные варианты одинаковых пробок с разными изображениями на оборотной части. Также широко распространено коллекционирование пробок по значкам заводов.
Значок завода — это небольшое клеймо, расположенное на боковой части пробки, так называемой юбке. Пивзавод может заказать выпуск одних и тех же пробок одновременно на нескольких заводах, значки, соответственно, будут разные.
Пробки без каких-либо рисунков называются «лысыми», обычно коллекционного интереса они не представляют. Также у коллекционеров (не только пробок) есть такое понятие, как «блохи», мелкие отличия двух по большей части одинаковых пробок. Блохи могут отражаться в отличии в оттенках, масштабах изображений, мелких деталях изображений и т. п. Часть коллекционеров игнорируют их, другие берут в коллекцию все возможные варианты.

## Хранение
У коллекционеров пробок распространено несколько способов хранения коллекции:
1. Одним из самых распространенных видов оформления коллекции является хранение пробок в файлах. Файлы помещаются в папку. Канцелярский пластиковый файл прошивается (пропаивается) таким образом, чтобы образовалось 5—6 столбцов. В каждый столбец помещается 9—10 пробок (45—50 пробок в файле). Всего папка может содержать 10—11 файлов. Таким образом, в одной папке может храниться от 450 до 550 пробок.
2. Хранение на планшетах. В качестве подложки могут служить любые материалы: картон, ДСП, пластик. Пробки на подложку крепятся либо за счет двустороннего скотча, либо за счет заранее подготовленных приспособлений, на которых пробка фиксируется. При таком методе хранения удобно разбивать пробки по каким-либо критериям, например, на каждом отдельном планшете располагаются пробки одной страны. Этот метод хранения имеет большое преимущество — наглядность коллекции, однако есть и существенный недостаток — на таких планшетах может быстро скапливаться пыль.
3. Пробки также могут храниться в картонных коробках из-под конфет, в боксах для CD и т. д.

## Серии коллекционеров
В конце 2010 года коллекционерами стран бывшего СССР был заказан выпуск специальной серии пробок с их собственными лицами. Пробки были произведены на украинском заводе Can-Pack (бывший Укр-Пак). В проекте приняли участие 76 коллекционеров. На лицевой части отпечатана фотография участника, его имя и порядковый номер в серии, на юбке — контактная информация на английском языке. В других странах также существуют подобные серии (например, в Италии, Германии, Испании и др.).

## Крупнейшие коллекции
Сколько всего выпущено в мире кронен-пробок (с всеми «блохами» и разновидностями) никому не известно, вероятно, это семизначная цифра. В последние двадцать лет в Европе и США постоянно есть несколько коллекционеров, чьи коллекции составляют несколько сот тысяч экземпляров. Внимание СМИ привлекла советская коллекция кроненпробок музыканта Сергея Тененбаума и его друга Юрия Грошева, которые начали вести совместную коллекцию кроненпробок с 1977 года, в которой на 2000-й год насчитывалось 30 000 кроненпробок. В России обладателем самой большой коллекции является Александр Колосов, в его коллекции в настоящее время насчитывается более 100 тысяч пробок.

## Популярные Интернет-ресурсы

### Bottle Cap Index
Bottle Cap Index (Индекс Пробок) — это поисковая система пробок. Индекс Пробок был создан Гюнтером Радемахером (Gunther Rademacher) из Германии. Индекс берет данные со многих персональных сайтов коллекционеров и помещает их в собственную базу данных. Множество коллекционеров используют этот сайт в качестве «настольной книги», так как там можно легко найти интересующую информацию по большинству пробок (завод-изготовитель, напиток, страна и т. д.).

### Crowncaps.Info
Crowncaps.Info (CC.I) — это комбинация проектов «Davide´s Collector Database» и «Crown Stats».
«Davide´s Collector Database» — база данных коллекционеров, начало которой положил Davide Mascherini из Италии, как часть собственного сайта. Проект представляет собой огромный список коллекционеров со всего света от США до Таиланда, от Аргентины до Норвегии. Позже список был модернизирован голландцем Wietze Veld. Он стал интерактивным, Davide получил возможность вносить изменения онлайн.
Идея создания «Crown Stats» уходит своими корнями в конец 1980-х. Коллекционер Jiri Kozel принимал анкеты от других коллекционеров, в которых те указывали количество пробок в разбивке по странам. Затем Jiri объединял информацию из анкет и формировал список наибольших коллекций по странам. В дальнейшем статистику организовывали различными способами Davide Mascherini, Alex Monton и Javier Solero.
Сейчас члены Crowncaps.Info могут вводить свою статистику онлайн. Процесс стал намного проще и не требует трудоемкого механического анализа информации. В начале марта 2007 Javier Solero, Davide Mascherini и Wietze Veld решили объединить эти два проекта в одном сайте, где статистика коллекций соотносилась бы с информацией о соответствующих коллекционерах.
27 декабря 2007 года сайт был опубликован. С этого дня зарегистрированные пользователи системы могут редактировать информацию о собственных коллекциях и о себе онлайн. Существует русскоязычный интерфейс сайта.
Кроме того, на сайте существует система рейтингов коллекционеров, позволяющая вычислять нечистоплотных коллекционеров (то есть тех, кто не выполняет взятые на себя обязательства по обменам — не высылает обещанные пробки, или высылает не те пробки не в полном объёме).
Каталог пробок на Crowncaps.Info — с 2011 года на сайте Crowncaps.Info создаётся Каталог кронен-пробок. В настоящее время (сентябрь 2012) в каталог уже внесена информация и добавлены изображения более, чем 40.000 кронен-пробок почти изо всех стран мира.

### CANACO
CANACO (идея Артёма Житника) — аббревиатура от английского «Caps Navigator community», то есть Сообщество пользователей программы Caps Navigator. Данный ресурс создан для коллекционеров кронен пробок. Цель — дать возможность пользователю Навигатора создать свой собственный сайт путём выгрузки данных на canaco.org. Выгрузка на сайт крайне проста — нужно нажать в программе одну кнопку. В итоге пользователь получает свою коллекцию в сети Интернет с адресом моя_коллекция.canaco.org, с собственным оформлением (поддержка скинов), многоязычным содержанием (если есть необходимость) и многими другими полезными вещами. Коллекция на CANACO дает возможность автоматизировать обменный процесс: посетители отмечают на обменной страничке то, что они хотят получить, а впоследствии их выбор выгружается напрямую в Навигатор, где его можно посмотреть путём формирования выборки.

### Форумы коллекционеров пробок
В сети Интернет существуют несколько ресурсов, где коллекционеры обсуждают своё увлечение, опознают неизвестные им пробки и договариваются об обменах:
Англоязычный международный форум — Davide’s Crown Caps Forum
Есть также немецкий , французский , испанский, польский форумы и группа в социальной сети Facebook.